# せっけい倶楽部
せっけい倶楽部（せっけいくらぶ）は、株式会社ハウテックが配信しているパソコン用住宅設計ソフトである。

## 概要
土地（敷地）を作成したり、玄関、リビング、和室、洋室、洗面所など、用意されている部屋ごとのパーツを設置したり、屋根を設置したりして、住宅（家）を設計することができる。設置した部屋は内装を変更したり、家具を配置することができる。作成した建物は鳥瞰図で建物の内部を見たり、外観パースで建物の外観を見ることができる。外観パースの外壁などの外観や、屋根の形状や色は、設定で変更することができる。

### 動作環境
- CPU:Pentium 4以上
- ハードディスク:空き容量が2GB以上
- OS:マイクロソフトWindows 10、Windows 8
- OpenGLやDirectX9.0cに対応したグラフィックボード。

## e-house版せっけい倶楽部
e-houseが配信しているせっけい倶楽部で、ソフトの内容は同じだが、ハウテック版と比べ一部機能に違いがある。最低限の素材のみの最小構成版と、素材が多数入ったフル構成版がある。